# Scytalopus novacapitalis
El churrín de Brasilia o tapaculo de Brasilia (Scytalopus novacapitalis)  es una especie de ave paseriforme perteneciente al numeroso género Scytalopus de la familia Rhinocryptidae. Es endémica del centro y sureste de Brasil.

## Distribución y hábitat
Se encuentra en el centro y sureste de Brasil, localmente en el sureste de Goiás, Distrito Federal y oeste de Minas Gerais.
Es poco común y local en el sotobosque de bosques de galería y zonas de vegetación ribereña densa, a menudo en áreas estacionalmente inundables, a altitudes entre 800 y 1000 m s. n. m.